# Andoni Gorosabel
Andoni Gorosabel, né le 4 août 1996 à Arrasate en Espagne, est un footballeur espagnol qui évolue au poste d'arrière droit à l'Athletic Club.

## Biographie

### Débuts
Natif de Arrasate en Espagne, Andoni Gorosabel commence le football à l'UD Aretxabaleta (en) avant d'être formé par la Real Sociedad, où il réalise la plus grande partie de sa formation. Il participe notamment à la Youth League lors de la saison 2013-2014.
Il est toutefois prêté à deux reprises dans les divisions inférieures du championnat d'Espagne, au SD Beasain, puis au Real Unión.

### Real Sociedad
Le 21 septembre 2017, Gorosabel joue son premier match avec l'équipe première, lors d'une rencontre de Liga face au Levante UD. Il est titulaire ce jour-là, et son équipe s'incline sur le score de trois buts à zéro. 
Le 5 décembre 2017, il prolonge son contrat avec le club basque jusqu'en juin 2021.
Lors de la saison 2017-2018, il participe à la phase de groupe de la Ligue Europa avec cette équipe (deux matchs joués).
Le 7 mars 2022, lors d'un match perdu contre le Real Madrd (4-1), Gorosabel fête son centième match pour la Real Sociedad.

## Palmarès

### En club
Real Sociedad
- Vainqueur de la Coupe d'Espagne
  - 2020.